# Ксенофобія на території Росії
Ксенофобія на території Росії (Ксенофобія в Росії) — соціально-психологічне явище, яке базується на категоричному несприйнятті
персоною чи спільнотою не російської: культури, мови, поведінки, манери спілкування тощо.
На 2018 рік різко підсилились прояви ксенофобії, які і так мали певну підтримку у населення.
Власні дослідження росіян у 2004—2005 роках: 50 % росіян виступають за обмеження проживання на території Росії вихідців із Кавказу (у 2004-му — 46 %), китайців — 46 % (відповідно — 39 %), в'єтнамців — 42 % (39 %), вихідців із колишніх середньоазіатських республік СРСР — 31 % (31 %), циган — 30 % (32 %), євреїв — 18 % (15 %), українців — 8 % (у 2004 р. — 8 %); у 2018 році цифри виглядають наступним чином — циган: 43 % опитаних сказали, що «не пускали б» циган в Росію. На другому і третьому місці підтримка ізоляціоністських бар'єрів щодо «темношкірих» (33 %) і «вихідців із Середньої Азії» (30 %). Кожен четвертий росіянин «не пускав би» в країну «китайців» і чеченців (по 27 %), а кожен п'ятий — українців (22 %), щодо євреїв, їх «не пускали б» 15 % росіян.
У 2009 році Ганна Севортіан (заступник директора Центру розвитку демократії та прав людини, Москва) стверджувала про наявність ксенофобії в Росії і її можливе подальше зростання.
2015—2016 роках комісія Євросоюзу констатувала, що в Росії антисемітизм займав 5 місце з 18 досліджених країн.
Ксенофобію одні ЗМІ та масмедіа заперечують, деякі стверджують про постійно високий рівень цього явища в Росії, деякі стверджують про зниження, деякі — в спробі пошуку винних «звинувачують реформи та погіршенням споживчих і соціальних настроїв», хоч BBC NEWS-російська служба переспрямовує звинувачення формуючи просте запитання, а можливо це ті хто створюють ці рреформи?
Політики-високопосадовці, аналітики та журналісти однозначно демонструють ксенофобію та захищають його:
|                                                                       | ...Якщо ви будете боротися з «ксенофобією», то ви, по суті, будете боротися з нормальними реакціями корінних жителів, які просто бажають, щоб новоприбулі підлаштовувалися під їхні уявлення про правильне і неправильне... |
| — аналітик міжнародної неурядової організації CIS-EMO Станіслав Бишок | |